# Scyllarus aoteanus
Scyllarus aoteanus är en kräftdjursart som beskrevs av Powell 1949. Scyllarus aoteanus ingår i släktet Scyllarus och familjen Scyllaridae. Inga underarter finns listade i Catalogue of Life.